# 情陷特區
《情陷特區》（英語：Land of Glory）是香港電視廣播有限公司拍攝製作的時裝劇集，全劇共20集，監製余明生，主要演員有陳秀雯、曾偉權、呂方、關寶慧、黎耀祥、劉美娟、邵仲衡、翁杏蘭、張翼等。主題曲及插曲均由呂方主唱。
此劇播出時正面對決日後改變到對手亞洲電視收視的連續劇《勝者為王》，因此此劇收視較低，埋沒了此劇反映出當時中港兩地的矛盾問題。
此劇于2000年3月1日在翡翠台重播及曾在TVB經典台重播。

## 故事大綱
張大光（張翼飾）和張耀祖（曾偉權飾）兩父子，在香港經營的山寨廠出現困難，遂決定回鄉設廠，豈料被騙，幸得大陸女工李彤（陳秀雯飾）相助才能逃回香港。後耀祖再次覓得機會到深圳特區設廠，並邀彤幫忙管理工廠，自此二人感情一日千里，最後更衝破中港障礙結成夫婦。豈料婚後，耀祖在港邂逅姚昭然（翁杏蘭飾），二人互相吸引，耀祖在彤與昭然之間，難以取捨...
另一方面耀祖的好友兼姐夫陳榮昌（呂方飾）得上司賞識到深圳的工廠當經理，卻與秘書有染，其妻張美華（關寶慧飾）得知後因而大受刺激，竟想到要毒殺全家......

## 演員表
- 曾偉權 飾 張耀祖
- 邵仲衡 飾 丁志威
- 呂　方 飾 陳榮昌
- 關寶慧 飾 張美華
- 陳秀雯 飾 李　彤
- 劉美娟 飾 徐　璐
- 黎耀祥 飾 江堃來
- 翁杏蘭 飾 姚昭然
- 譚一清 飾 老　徐
- 廖麗麗 飾 徐　太
- 梅　蘭 飾 銀
- 白　蘭 飾 好
- 黎秀英 飾 順
- 陳鳳冰 飾 小　販
- 張　翼 飾 張大光
- 南　紅 飾 光　嫂
- 許堅信 飾 阿　雄
- 梁國鑅 飾 陳　伯
- 蘇恩磁 飾 娟
- 石　云 飾 酒樓經理
- 黃重新 飾 茶客甲
- 何子滿 飾 茶客乙
- 夏玉麟 飾 茶客丙
- 曾慧雲 飾 玲
- 羅雪玲 飾 肥　妹
- 黃瑋琳 飾 男工甲
- 王偉樑 飾 男工乙
- 方　如 飾 芳　姑
- 凌　漢 飾 蕭　生
- 陳子豪 飾 昌童年
- 羅　鴻 飾 士多老板
- 翁志生 飾 威童年
- 梁俊傑 飾 祖童年
- 陳亦雯 飾 華童年
- 方　傑 飾 葉千山
- 戴少民 飾 新聞報導員
- 黃文標 飾 新聞報導員
- 洪浩雲 飾 阿　安
- 計祥龍 飾 路人甲
- 郭萍樺 飾 路人乙
- 羅國維 飾 老　周
- 溫雙燕 飾 女村長
- 陳中堅 飾 王書記
- 徐廣林 飾 趙廠長
- 李桂英 飾 阿　珠/女工甲
- 亦　羚 飾 阿　玉/女工乙
- 千　秋 飾 阿　花/女工丙
- 黃宗賜 飾 職員甲
- 張百賢 飾 職員乙
- 黃鳳琼 飾 May
- 孫季卿 飾 彤　父
- 馮瑞珍 飾 彤　母
- 郭卓樺 飾 男工甲
- 周俊業 飾 來童年
- 周寧欣 飾 璐童年
- 趙冬兒 飾 彤童年
- 洪浩雲 飾 巫日安
- 容嘉勵 飾 貞
- 張俊平 飾 賊　甲
- 鄭　志 飾 賊　乙
- 羅眾何 飾 收數甲
- 何　添 飾 蛇　頭
- 何璧堅 飾 老　程
- 麥皓為 飾 老　曾
- 陳耀文 飾 醫　生
- 焦　雄 飾 工　頭
- 梁　志 飾 彭主任
- 于　楓 飾 劉主任
- 徐寶麟 飾 小　方
- 胡芳齡 飾 鄰居甲
- 區　嶽 飾 鄰居乙
- 袁一飛 飾 鄰居丙
- 林上勇 飾 工　人
- 屈偉森 飾 工　人
- 黃成想 飾 伍老板
- 陳燕航 飾 女　工/護　士
- 陳詩屏 飾 女　工
- 顏菁葦 飾 女　工
- 王惠芬 飾 女　工
- 孟　伶 飾 女　工
- 廖見玲 飾 美　玉
- 譚淑梅 飾 Mary
- 博　君 飾 司機甲/阿　德
- 何昭傑 飾 司機乙
- 鄧汝超 飾 司機丙/阿　超
- 關子標 飾 老　關/廠　長
- 鄒　靜 飾 何妙芬
- 劉鳳娟 飾 女　工/職員乙
- 鄭　莊 飾 女工甲
- 張　韻 飾 女工乙
- 郭敏芳 飾 女工丙
- 黃天鐸 飾 老　板
- 李衛民 飾 雄
- 招偉華 飾 華
- 陳惠瑜 飾 威鄰居
- 虞天偉 飾 朱
- 曾健明 飾 商人余
- 陳勉良 飾 管　房
- 吳海峰 飾 陳日佳
- 黃思恩 飾 小　黃
- 蕭山仁 飾 幹部甲
- 呂劍光 飾 幹部乙
- 林道權 飾 導　師
- 王立威 飾 大陸公安
- 羅本能 飾 校　長
- 胡耀宗 飾 鄰　童
- 薛　峻 飾 老　男
- 鄭維嘉 飾 職員甲
- 王美儀 飾 職員丙
- 胡芳齡 飾 阿　婆
- 何文進 飾 鄰居甲
- 陳月茹 飾 鄰居乙
- 吳慶霖 飾 司　機
- 黃潔冰 飾 妓　女
- 曹德星 飾 男　子
- 黃志祥 飾 嫖　客
- 余明生 飾 老徐同事
- 黃柏然 飾 小　璐
- 容守怡 飾 六　嬸
- 林華勳 飾 昌拍擋
- 袁文傑 飾 醫　生
- 侯鎮宇 飾 張安定